# Erdoğan Yeşilyurt
Erdoğan Yeşilyurt (* 6. November 1993 in Euskirchen) ist ein deutsch-türkischer Fußballspieler, der bei Antalyaspor in der Türkei unter Vertrag steht.

## Karriere
Yeşilyurt wuchs in Dürscheven auf und begann seine Karriere im Alter von vier Jahren beim SC Enzen-Dürscheven. 2004 wechselte er zum TSC Euskirchen. Dort wurde er in der Saison 2009/10 mit 22 Saisontoren Torschützenkönig der B-Jugend-Mittelrheinliga. Nach dieser Spielzeit wechselte er in den Jugendbereich des Bonner SC, wo er in der A-Junioren-Bundesliga spielte. Hier wurde er vom Stürmer zum rechten Mittelfeldspieler umgeschult. In 50 Partien erzielte Yeşilyurt elf Tore. Außerdem gewann er mit seiner Mannschaft 2011 den Mittelrheinpokal. Im Sommer 2012 wechselte er zum Drittligisten Arminia Bielefeld. Am 1. September 2012 gab er sein Debüt in der ersten Mannschaft der Arminia, als er im Spiel gegen die SpVgg Unterhaching für Sebastian Hille eingewechselt wurde. Ende Januar 2013 wurde Yeşilyurt bis zum Saisonende 2012/13 an den Regionalligisten Eintracht Trier ausgeliehen. Mitte August 2013 wechselte Yeşilyurt in die 3. Liga zum MSV Duisburg. Er unterschrieb einen Zweijahresvertrag bis zum 30. Juni 2015 plus Option. Zur Saison 2014/15 wechselt Yeşilyurt zum Aufsteiger Altınordu Izmir in die zweitklassige türkische TFF 1. Lig. Nach vier Jahren in Izmir wechselte Yeşilyurt 2018 zu Sivasspor in die Süper Lig. Dort kam er am 19. August 2021 in der 2. Qualifikationsrunde zur UEFA Europa League gegen den FC Kopenhagen (1:2) zu seinem internationalen Debüt, als er in der 76. Minute eingewechselt wurde. Im Mai 2022 gewann er dann mit dem Verein erstmals den Türkischen Pokal durch einen 3:2-Finalerfolg nach Verlängerung über Kayserispor. In der folgenden Saison bestritt er dann sechs Partien in der UEFA Europa Conference League und schoss dabei zwei Treffer, u. a. bei der 1:4-Niederlage im Achtelfinalrückspiel zuhause gegen den AC Florenz. Seit dem 14. Juli 2023 steht Yeşilyurt nun beim Ligarivalen Antalyaspor unter Vertrag.

## Erfolge
Arminia Bielefeld
- Westfalenpokalsieger: 2012, 2013

Eintracht Trier
- Rheinlandpokalsieger: 2013

MSV Duisburg
- Niederrheinpokalsieger: 2014

Sivasspor
- Türkischer Pokalsieger: 2022